# Teilhaberversicherung
Die Teilhaberversicherung ist eine Lebensversicherung, die eine Personengesellschaft als Versicherungsnehmerin auf das Leben eines oder mehrerer ihrer Gesellschafter abschließt und sich als Bezugsberechtigte eintragen lässt. Zweck dieser Versicherung ist, dass zum Zeitpunkt des Ausscheidens des/der Gesellschafter(s) finanzielle Mittel vorhanden sind, um dessen/deren  Abfindungsansprüche befriedigen zu können.

## Abgrenzungen
Die Teilhaberversicherung weist Parallelen zur sog. Schlüsselkraftversicherung auf. Die Rechtsprechung unterscheidet zwischen „echter“ und die „unechter“ Teilhaberversicherung. Bei der echten Teilhaberversicherung ist die Personengesellschaft Versicherungsnehmer. Bei der unechten Teilhaberversicherung sind Versicherungsnehmer und Begünstigte des Vertrages die Teilhaber im Überkreuz-Verhältnis.

## Steuerliche Behandlung
Teilhaberversicherungen werden steuerlich nicht als betrieblich veranlasst anerkannt, da nach der Rechtsprechung des Bundesfinanzhofs darin ein privates Risiko zu erkennen sei und die Verwendungsabsicht für den Betrieb keine Rolle spiele. Die aufzuwendenden Beiträge sind daher keine Betriebsausgaben, sondern ggf. als Entnahmen der Gesellschafter zu verbuchen. Die Versicherungsleistungen andererseits sind keine Betriebseinnahmen, sondern im Privatvermögen vereinnahmt, um ggf. anschließend als Kapitaleinlage in die Gesellschaft eingebracht zu werden. Dieses Recht gilt seit Anfang der 1990er Jahre. Bis dahin waren Teilhaberversicherungen bilanziell voll wirksam.
Wird die Teilhaberversicherung privat abgeschlossen, mit dem Gesellschafter als Bezugsberechtigtem, gelten die genannten Grundsätze ebenso. Die Versicherung ist eine private Lebensversicherung und gehört auch in diesen Fällen zum Privatvermögen.
Die Versicherungsleistungen sind nach dem Halbeinkünfteverfahren zu erfassen und Rentenleistungen unterliegen der Ertragsanteilsbesteuerung.